# VideoCore

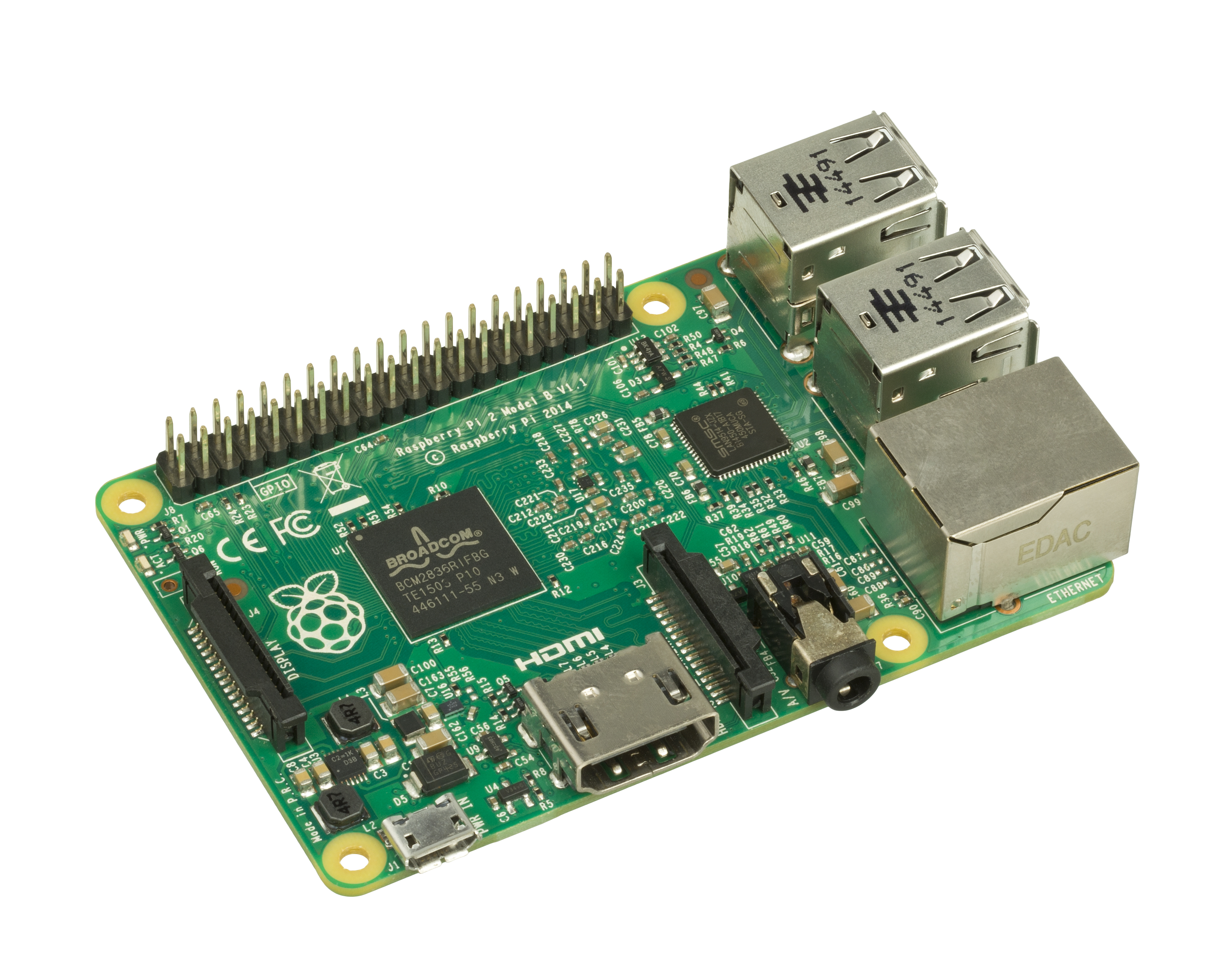
Raspberry-Pi-2

VideoCore est une série de processeurs à la fois graphiques (GPU) et vidéo (VPU) utilisée dans le matériel embarqué, notamment d'architecture ARM de Broadcom.
Le succès de la Raspberry Pi dans le domaine des logiciels libres et de Linux en particulier, a poussé Eric Anholt, ancien principal développeur des pilotes libres Mesa pour les processeurs graphiques d'Intel,  à devenir employé de Broadcom pour créer un pilote 3D libre pour le VideoCore 4, nommé vc4. Il est entré dans Mesa 3D en août 2014, utilisant l'architecture Gallium3D,.

## Implémentation matérielle
Parmi le matériel utilisant cette série de processeurs, on peut noter :
- Nokia N8 (VideoCore III, BCM2727)
- Raspberry Pi (VideoCore IV, BCM2835)

## série
| SoC            | GPU         | CPU                                                | Affichage max  | Notes |
| -------------- | ----------- | -------------------------------------------------- | -------------- | --- |
| BCM2701 (VC01) | VideoCore 1 | non                                                | CIF            | Samsung SCH-V490, Samsung SCH-V420, Samsung SCH-V450, Samsung SCH-V4200, Samsung SCH-V540, Samsung SCH-X699,                    |
| BCM2702 (VC02) | VideoCore 2 | non                                                | SD PAL/NTSC    | TCL D308, TCL D918, Samsung SPH-B3100, Samsung SPH-P730, Sandisk v-mate, BenQ S700, O2 X3, Nintendo Play-yan, Sagem MyMobileTV, |
| BCM2705 (VC05) | VideoCore 2 | non                                                | SD PAL/NTSC    | |
| BCM2722        | VideoCore 2 | non                                                | SD PAL/NTSC    | Apple's Cinquième génération d'iPod                                                                                             |
| BCM2724        | VideoCore 2 | non                                                | SD PAL/NTSC    | |
| BCM2727        | VideoCore 3 | non                                                | HD 720p        | Nokia N8 |
| BCM11181       | VideoCore 3 | Non                                                | HD 720p        | |
| BCM2763        | VideoCore 4 | non                                                | Full HD 1080p  | Nokia 600, Nokia 700, Nokia 701, Nokia 603                                                                                      |
| BCM2820        | VideoCore 4 | ARM1176                                            | Full HD 1080p  | |
| BCM2835        | VideoCore 4 | ARM1176 (700 MHz)                                  | Full HD 1080p  | Raspberry Pi Roku 2 |
| BCM2836        | VideoCore 4 | Quad core ARMv7 Cortex-A7 (900 MHz)                | Full HD 1080p  | Raspberry Pi 2 |
| BCM2837        | VideoCore 4 | Quad core ARMv8 Cortex-A53 (1.2 GHz)               | Full HD 1080p  | Raspberry Pi 3 |
| BCM11182       | VideoCore 4 | Non                                                | Full HD 1080p  | |
| BCM11311       | VideoCore 4 | ARM Cortex-A9 double cœur                          | Full HD 1080p  | |
| BCM21654       | VideoCore 4 | ARM Cortex-A9 + ARM Cortex-R4                      | Full HD 1080p  | |
| BCM28150       | VideoCore 4 | ARM Cortex-A9 double cœur                          | Full HD 1080p  | Conçu comme processeur 3G, assez puissant pour Android.                                                                         |
| BCM21553       | VideoCore 4 | Compatible ARM11, ARMv6 Basés sur un ARM Cortex-A9 | Full HD 1080p  | Samsung Galaxy Y Samsung Wave Y                                                                                                 |
| BCM2711        | VideoCore 6 | Quad core ARMv8 Cortex-A72 (1.5 GHz)               | 4k/60 images/s | Raspberry Pi 4 |